# Zvenîhorod, Pustomîtî
Zvenîhorod (în ucraineană Звенигород) este localitatea de reședință a comunei Zvenîhorod din raionul Pustomîtî, regiunea Liov, Ucraina.

## Demografie
Componența lingvistică a localității Zvenîhorod
     Ucraineană (99,74%)
     Alte limbi (0,17%)
Conform recensământului din 2001, majoritatea populației localității Zvenîhorod era vorbitoare de ucraineană (99,74%), existând în minoritate și vorbitori de alte limbi.